# Ophiolepis nodosa
Ophiolepis nodosa is een slangster uit de familie Ophiolepididae.
De wetenschappelijke naam van de soort werd in 1887 gepubliceerd door Peter Martin Duncan.